# Dampiera eriantha
Dampiera eriantha är en tvåhjärtbladig växtart som beskrevs av Kurt Krause. Dampiera eriantha ingår i släktet Dampiera, och familjen Goodeniaceae. Inga underarter finns listade i Catalogue of Life.